# Josep Canaleta i Cuadras
Josep Canaleta i Cuadras (Vic, 1875 - Barcelona, 1950) fou un arquitecte català.
Titulat el 1902, va ser deixeble d'Antoni Gaudí, amb qui va col·laborar a la Sagrada Família, la Casa Milà, la cripta de la Colònia Güell i als fanals de Vic. Canaleta va evolucionar des del modernisme cap al noucentisme, realitzant diversos projectes a Barcelona, Vic, Cornellà i Castelldefels. Autor del Teatre de la Cooperativa a Roda de Ter (1915) i l'Escorxador Municipal i el Mercat de Viladecans (1933). Va ser arquitecte municipal de Gavà, on va construir l'església parroquial.